# Laurent Carle
'Laurent Carle' est un cultivar de rosier hybride de thé obtenu en 1907 par le rosiériste français Joseph Pernet-Ducher. Il est dédié au jardinier et pépiniériste Laurent Carle (né le 26 mai 1849 à La Guillotière et mort le 27 juillet 1913 à Lyon) qui fut par ailleurs obtenteur de roses et d'œillets. Cette variété ne doit pas être confondue avec l'hybride remontant du même nom obtenu en 1889 par Eugène Verdier.

## Description
Les fleurs de 'Laurent Carle' sont d'un beau rouge carmin vif cramoisi et de forme parfaite d'hybride de thé. Très grandes et doubles (17-25 pétales), elles sont parfumées. Lorsqu'elle a été présentée, les experts l'ont déclarée supérieure en qualité à 'Étoile de France' qui était très prisée à l'époque. Elles fleurissent en solitaire tout au long de la saison. Son buisson érigé possède des rameaux de grande vigueur. Le feuillage, très décoratif, est vert sombre. Ses tiges sont longues et droites, parfaites pour les fleurs à couper.
Sa zone de rusticité est jusqu'à 7b ; cette variété a donc besoin d'être protégée en hiver. C'est une belle rose de jardin et d'exposition. Il faut tailler ce rosier fin février-début mars.
On peut l'admirer à la roseraie du Val-de-Marne de L'Haÿ-les-Roses.

## Descendance
Par croisement avec le pollen 'Étoile de France' (Pernet-Ducher, 1903), il a donné naissance à l'hybride de thé 'Eugène Boullet' (Pernet-Ducher, 1910), de couleur rouge cramoisi.